# 宽腿巴豆蟹
宽腿巴豆蟹（学名：Pinnixa penultipedalis）为豆蟹科巴豆蟹属的动物。分布于日本以及中国大陆的广东、胶州湾等地，生活环境为海水，主要栖息于泥质海底上以及居于多毛类动物的管道中。